# Bawitz Guadalupe
Bawitz Guadalupe är en ort i Mexiko.   Den ligger i kommunen Chilón och delstaten Chiapas, i den sydöstra delen av landet, 800 km öster om huvudstaden Mexico City. Bawitz Guadalupe ligger 1 305 meter över havet och antalet invånare är 140.
Terrängen runt Bawitz Guadalupe är kuperad åt nordost, men åt sydväst är den bergig. Runt Bawitz Guadalupe är det glesbefolkat, med 16 invånare per kvadratkilometer. Närmaste större samhälle är Jet-Já, 4,1 km norr om Bawitz Guadalupe. Omgivningarna runt Bawitz Guadalupe är en mosaik av jordbruksmark och naturlig växtlighet.